# قاوند أبيض الصدر
قاوند أبيض الصدر المعروف أيضا باسم صياد السمك أبيض الصدر أو رفراف أبيض الحلق أو رفراف سميرنا (الاسم العلمي: Halcyon smyrnensis) (بالإنجليزية: White-breasted Kingfisher)‏ (بالإنجليزية: White-throated Kingfisher)‏ ، هو طائر ينتمي إلى رفراف الشجر (فصيلة: Halcyonidae) ، يعيش على نطاق واسع من أوراسيا وبلغاريا، وتركيا وغرب آسيا الشرقية عبر شبه القارة الهندية إلى الفلبين. هذا الرفراف يقيم بشكل أكثر في مجموعات، على الرغم من أن بعض السكان قد جعل تحراكته لمسافات قصيرة. فإنه كثيرا ما يمكن العثور عليه بعيدا عن الماء حيث تتغذى على مجموعة واسعة من الفرائس التي تضم الزواحف الصغيرة والبرمائيات وسرطان البحر والقوارض الصغيرة وحتى الطيور. خلال موسم التكاثر يتواصلون بصوت عال في الصباح من العلياء بارزة بما في ذلك قمم المباني في المناطق الحضرية أو على الأسلاك.

## الوصف

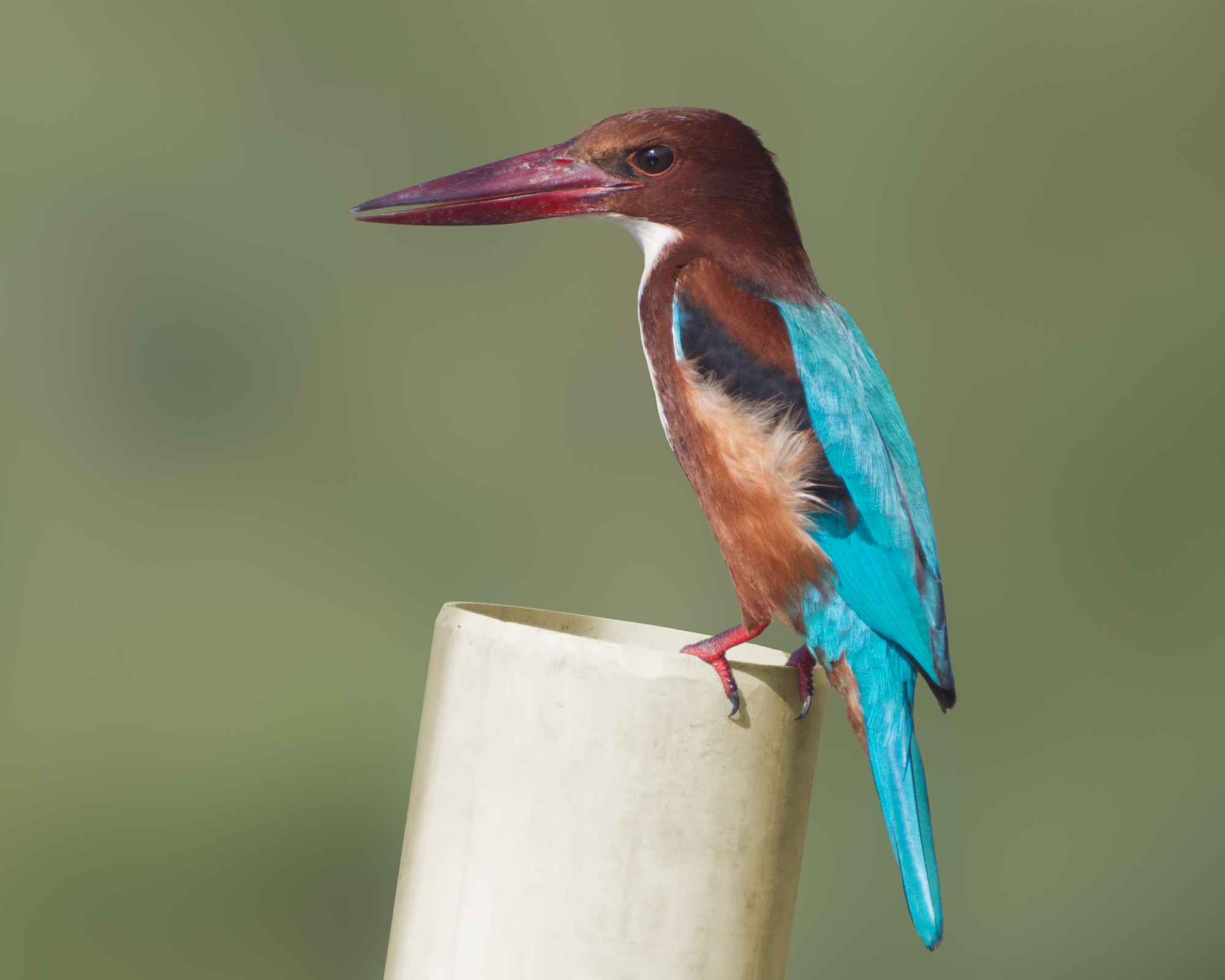
فرد بالغ (ايم باك بيا، تايلاند)

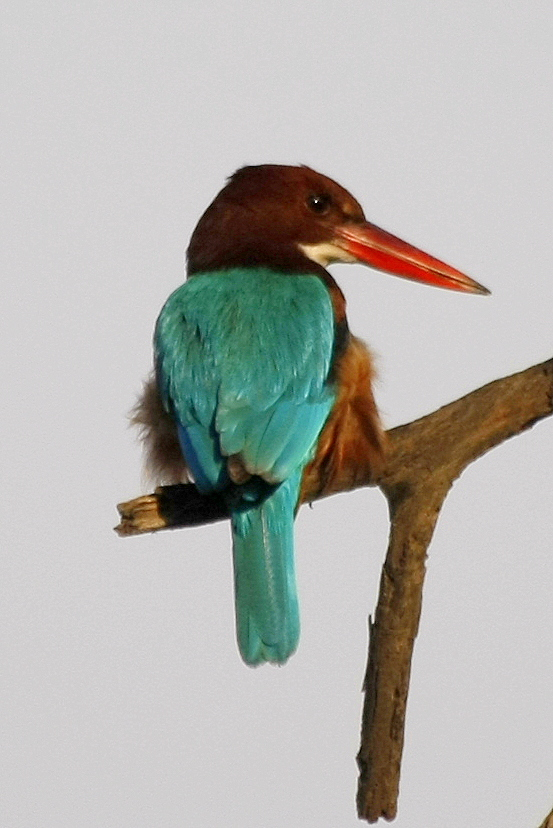
قاوند أبيض الصدر

التباين الجغرافي في الريش

هو عبارة عن رفراف كبير، طوله 28 سم. البالغين ألوان ظهرها والأجنحة والذيل أزرق لامع. رأسه والكتفين وأسفل البطن والأجنحة كستنائي اللون، والحلق والثدي بيضاء اللون. المنقار الكبير والساقين لونهم حمراء زاهية. هروب قاوند أبيض الصدر يكون سريعا ومباشراً، والأجنحة القصيرة تصدر طنيناً خفيفاً. في الرحلة، بقع بيضاء كبيرة تكون واضحة على الأجنحة الزرقاء والسوداء. الجنسين متشابهين، ولكن الأحداث منها ليست إلا نسخة باهتة للانواع البالغة.
تشكل هذه الأنواع من superspecies مع القاوند cyanoventris ومعظم الأنواع الرئيسية توجد في أربعة سباقات جغرافية. فإنها تختلف في الحجم، والظلال من اللون الأزرق على العباءة التي هي أكثر خضرة في smyrnensis والسمراء وأكثر من ذلك الزرقاء أو الأرجوانية في saturatior.

## الموئل والتوزيع

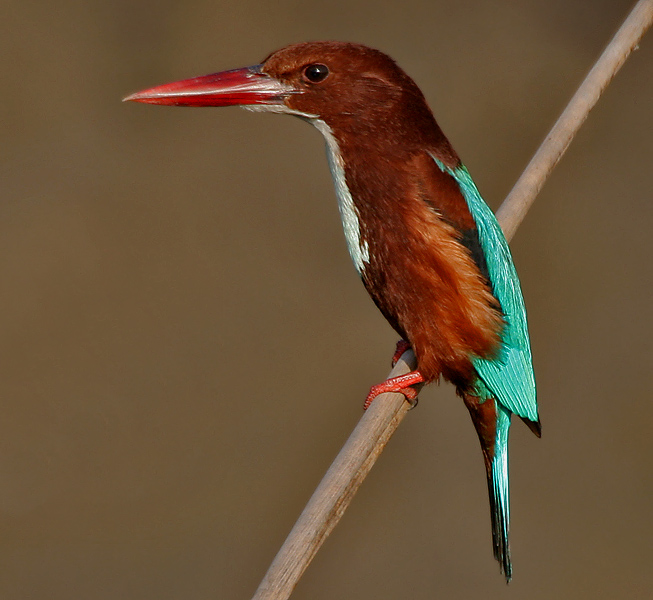
يقف على سلك

«قاوند أبيض الصدر» يعيش في أنواع مختلفة من الموائل، يتواجد معظمهم في السهول المفتوحة (لكن تم رؤيته بعلو 7500 قدم في جبال الهيمالايا) مع الأشجار، وأسلاك أو اماكن مرتفعه أخرى. مدى توزيع الطائر آخذ في التوسع.
هذا الرفراف منتشر على نطاق واسع واعداده غير مهددة. متوسط كثافة 4.58 الأفراد في الكيلومتر المربع. وقد لوحظ في أشجار المانجروف سونداربانس.

## السلوك وعلم البيئة

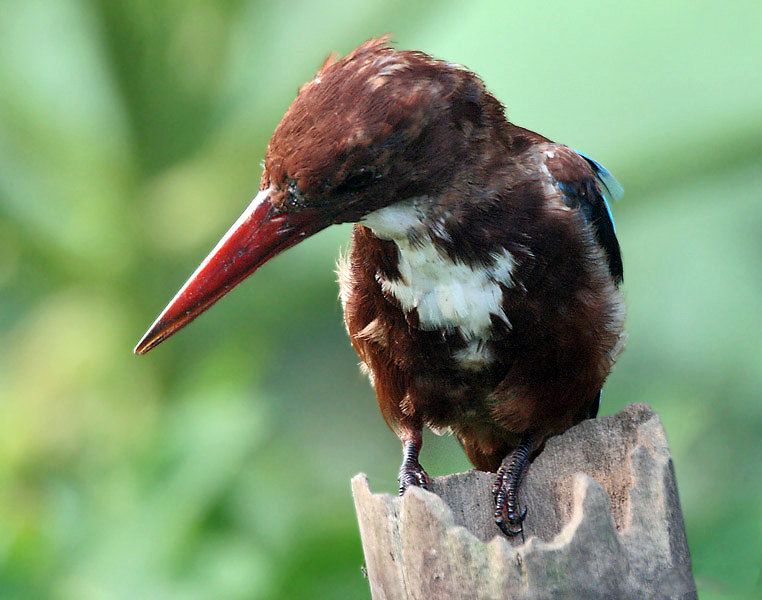
غير ناضج يظهر غير مكتمل أبيض الحلق كولكاتا، الهند

### التغذية والنظام الغذائي
يجثم بشكل واضح على الأسلاك أو أي اماكن مكشوفة داخل منطقته، ويتكرر المشهد في جنوب آسيا. هذا النوع يصطاد أساسا القشريات الكبيرة، الحشرات وديدان الأرض، والقوارض والثعابين والأسماك والضفادع. ويفترس من الطيور الصغيرة مثل «Oriental White-eye» وصغار قطقاط أحمر اللغد، وتم تسجيل أيضا العصافير والمنيا، الصغار يتغذون في الغالب على اللافقاريات. في الأسر، وقد لوحظ أنه نادرا ما يشرب الماء على الرغم من الاستحمام بانتظام.

### التكاثر
يبدأ «قاوند أبيض الصدر» بالتكاثر في بداية موسم الرياح الموسمية ويستغرق البيض من 20 إلى 22 يوما ليفقس في حين أن الكتاكيت يحتاج نمو ريشها إلى 19 يوماً.

### النشاط
في بعض الأحيان تم مشاهدة الطيور تنجذب إلى الأضواء في الليل، خاصة خلال موسم الرياح الموسمية، مما يوحي بأنها تهاجر جزئيا.

## معرض الصور
|  |  |  |